# Хендерсон (Луизијана)
Хендерсон (енгл. Henderson) град је у америчкој савезној држави Луизијана.

## Демографија
По попису из 2010. године број становника је 1.674, што је 143 (9,3%) становника више него 2000. године.
| Група             | 2000.         | 2010.         |
| Белци             | 1.102 (72,0%) | 1.142 (68,2%) |
| Афроамериканци    | 152 (9,9%)    | 190 (11,4%)   |
| Азијати           | 256 (16,7%)   | 152 (9,1%)    |
| Хиспаноамериканци | 6 (0,4%)      | 155 (9,3%)    |
| Укупно            | 1.531         | 1.674         |